# Letzte Verteidigungswelle
Die Letzte Verteidigungswelle (LVW) war eine deutsche rechtsextremistische Gruppierung. Laut Bundesanwaltschaft und Bundesgerichtshof besteht dringender Tatverdacht der Bildung terroristischer Vereinigungen als Rädelsführer, einfache Mitglieder oder Unterstützer hinsichtlich acht Beschuldigter. Diese befinden sich in Untersuchungshaft. Die Aktivitäten der Gruppe wurden durch eine gemeinsame Recherche von Stern und RTL bekannt.

## Geschichte und Struktur
Die Letzte Verteidigungswelle entstand laut dem ARD-Terrorismusexperten Michael Götschenberg bereits 2022. Sie erschien erstmals im Februar 2024 in der Öffentlichkeit, zuerst in Mecklenburg-Vorpommern, später auch mit Ablegern in weiteren ostdeutschen Bundesländern. Laut Sicherheitsbehörden bewegte sich die Mitgliederzahl der Gruppe im mittleren zweistelligen Bereich.
Die Aufdeckung der Gruppe geht auf eine investigative Recherche von Stern und RTL unter Regie der Journalistin Angelique Geray zurück. Geray schleuste sich verdeckt in die Neonazi-Szene ein und erlangte hierbei Kenntnis über Anschlagspläne auf ein Asylheim in Senftenberg. Durch einen Hinweis von ihr wurde die Polizei auf die Gruppe aufmerksam und veranlasste am 12. Februar 2025 eine erste Durchsuchung, bei der in Meißen die Festnahme eines Tatverdächtigen erfolgte und zwei Kugelbomben aufgefunden wurden.
Am 21. Mai 2025 folgten auf Veranlassung der Bundesanwaltschaft bei Razzien in Mecklenburg-Vorpommern, Brandenburg und Hessen fünf weitere Festnahmen von mutmaßlichen Mitgliedern bzw. einem mutmaßlichen Unterstützer der Letzten Verteidigungswelle. Zudem erfolgten noch richterlich angeordnete Durchsuchungen in Sachsen und Thüringen. Drei der Festgenommenen stehen unter dringendem Tatverdacht, Rädelsführer einer terroristischen Vereinigung, ein weiterer Festgenommener einfaches Mitglied und einer Unterstützer zu sein. Einigen von ihnen werden darüber hinaus versuchter Mord, Sachbeschädigung und besonders schwere Brandstiftung vorgeworfen, anderen Beihilfe dazu. Zudem übernahm die Bundesanwaltschaft auch die Ermittlungen gegen drei bereits in Untersuchungshaft befindliche Beschuldigte. Die Festgenommenen waren laut Angaben des Justizministeriums zum Zeitpunkt der Gründung alle minderjährig. Des Weiteren wurden mehrere Waffenmagazine, Softairwaffen und ein granatenähnlicher Gegenstand beschlagnahmt. Am 22. Mai 2025 setzte der Ermittlungsrichter des Bundesgerichtshofs die Haftbefehle gegen die fünf am Tag zuvor Festgenommenen in Vollzug. Bis zum 28. Mai 2025 erließ der Ermittlungsrichter des Bundesgerichtshofes auch gegen die übrigen drei Beschuldigten Haftbefehle und setzte diese in Vollzug. Die drei ständen unter anderem im dringenden Tatverdacht, sich mitgliedschaftlich in einer inländischen terroristischen Vereinigung betätigt zu haben. Auch weitere Straftaten werden ihnen zur Last gelegt, unter anderem hinsichtlich zwei der drei Beschuldigten versuchter Mord.

## Mutmaßliche Anschläge
Zwei zum Tatzeitpunkt 15 Jahre alte Mitglieder der Gruppe sollen in der Nacht des 23. Oktober 2024 einen Brandanschlag auf ein Kulturhaus in Altdöbern verübt haben, da sie dieses fälschlicherweise für einen Treffpunkt von Linken gehalten haben sollen. Die beiden sollen sich während der Tat selbst gefilmt haben. Das Haus brannte nieder, es entstand ein Sachschaden in Höhe von mehreren hunderttausend Euro. Die Betreiber des Kulturhauses, die im selben Gebäudekomplex wohnten, wurden nur durch Zufall nicht verletzt.
Zwei weitere Mitglieder der Letzten Verteidigungswelle sollen im Januar 2025 ein Fenster in einer bewohnten Flüchtlingsunterkunft in Schmölln zerstört und vergeblich versucht haben, das Gebäude unter Einsatz von Pyrotechnik in Brand zu setzen. Die Täter hinterließen unter anderem Hakenkreuze sowie die Parolen „Ausländer raus“ und „NS-Gebiet“.
Drei Personen aus der Gruppe planten den Ermittlungsbehörden zufolge im selben Zeitraum einen Brandanschlag auf eine Asylbewerberunterkunft in Senftenberg. Bei Durchsuchungen in Meißen wurden Kugelbomben sowie Schlagringe, Munition und Schreckschusswaffen sichergestellt.